# برنارد فور
برنارد فور (بالفرنسية: Bernard Faure )‏ (و. 1929 – 2016 م) هو ممثل، وممثل أفلام، من فرنسا، ولد في بريتاني، توفي عن عمر يناهز 87 عاماً.

## التعليم
تعلم في المعهد الوطني العالي للفنون الدرامية ‏.

## وصلات خارجية
- برنارد فور على موقع IMDb (الإنجليزية)